# Steneurytion dux
Steneurytion dux är en mångfotingart som först beskrevs av Chamberlin 1920.  Steneurytion dux ingår i släktet Steneurytion och familjen storjordkrypare. Inga underarter finns listade i Catalogue of Life.